# 莫斯特區
莫斯特區是白俄羅斯西北部格羅德諾州的一個區，行政中心为莫斯特，面積1,342.04平方公里，2009年人口33,883，人口密度每平方公里25.26人。